# Hermosillo kommun
Hermosillo är en kommun i Mexiko.   Den ligger i delstaten Sonora, i den nordvästra delen av landet, 1 600 km nordväst om huvudstaden Mexico City.
Följande samhällen finns i Hermosillo:
- Hermosillo
- Miguel Alemán
- Bahía de Kino
- La Providencia
- Estación Zamora
- El Pañuelito
- Santa Inés Uno
- Alejandro Carrillo Marcor
- Punta Chueca
- Centro de Readaptación Social Dos
- San Bartolo
- El Jojobal
- San Francisco de Batuc
- Sahuímero
- San Arturo
- El Realito
- Santa Emilia
- La Yuta
- La Habana Tres
- Puerto Arturo
- Manuel Ávila Camacho
- Fructuoso Méndez